# Brian Nunes
Brian Alan Nunes (Inglewood, California, Estados Unidos, 26 de octubre de 1964) es un sacerdote de la Iglesia Católica que fue nominado como obispo auxiliar de la Arquidiócesis de Los Ángeles en julio de 2023.

## Biografía
Nunes nació en Inglewood, California, el mayor de cuatro hijos de padres inmigrantes de Hong Kong.  Asistió a la escuela primaria St. Joseph School en Placentia y Servite High School en Anaheim antes de obtener una licenciatura en comunicaciones de la Universidad Loyola Marymount en 1986. Luego trabajó en periodismo impreso durante varios años, incluidos 12 años en Business Wire, donde hizo la transición a soporte técnico y administración de redes. Al encontrar este trabajo insatisfactorio, ingresó al Seminario de St. John, obteniendo una licenciatura en filosofía y una maestría en divinidad en el 2008. Fue ordenado sacerdote el 31 de mayo del mismo año.

### Sacerdocio
La primera asignación de Nunes como sacerdote fue vicario parroquial y administrador de la Iglesia María Estrella del Mar en San Pedro. De 2015 a 2019 fue sacerdote-secretario del arzobispo José Gómez, así como vicecanciller, vicario general y moderador de la curia de la Arquidiócesis.

### Episcopado
El 18 de julio del 2023, el Papa Francisco nombró a Nunes obispo auxiliar de la Arquidiócesis de Los Ángeles y obispo titular de Kearney. El arzobispo José Horacio Gómez consagrará a Nunes como obispo el 26 de septiembre del 2023 en la Catedral de Nuestra Señora de Los Ángeles.